# David Meale

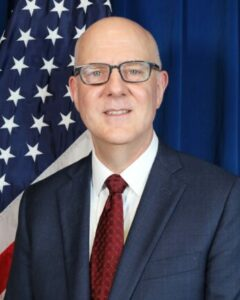
David Meale

David Meale ist ein US-amerikanischer Diplomat und seit Juni 2021 Gesandter an der Botschaft der Vereinigten Staaten in Beijing, Volksrepublik China. Er fungiert als Geschäftsträger a. i. der Botschaft.
Als künftiger Botschafter ist Nicholas Burns nominiert.

## Leben
Meale machte einen Bachelor an der University of Delaware und einen Master an der Eisenhower School der National Defense University, ferner einen MBA an der Tulane University. Am Foreign Service Institute studierte er Mandarin, Ukrainisch und Französisch.
Bevor er in den Auswärtigen Dienst eintrat, war Meale in der Finanzabteilung der Firma Sprint Telecommunications tätig.
Er ist mit Lisa O’Donnell verheiratet. Das Ehepaar hat zwei Söhne.

## Laufbahn
Meale trat im Jahr 1992 in den Auswärtigen Dienst ein. Erste Verwendungen führten ihn an die amerikanischen Auslandsvertretungen in Hongkong, Taiwan und Guinea.
Er war Stellvertreter des Botschafters in Dhaka, Bangladesch und Botschaftsrat für Wirtschaft in Kiew (Ukraine). Im Inland diente er als beigeordneter Dekan der Leadership and Management School im Foreign Service Institute in Washington, D.C., als stellvertretender Leiter des Referats für Währungsfragen in der Wirtschaftsabteilung und Leiter des Referats für Sanktionspolitik und -durchsetzung im State Department. Vor seinem Eintreffen in Beijing war er stellvertretender Unterstaatssekretär für Handelspolitik und Verhandlungen.
Meale hat den Rang eines Gesandten-Botschaftsrats und übernahm seine Aufgabe als Chargé d’Affaires a. i. in Beijing im Juli 2021.